# Фаустул
Фаустул (лат. Faustulus) је пастир албског краља Амулија, спасилац Ромула и Рема.

## Митологија
Фаустул је, чувајући своја стада, пролазио поред пећине на брду Палатину изнад Тибера, и спазио где вучица доји два мала дечака. Причекао је да их вучица нахрани, и да се удаљи од пећине, а онда је ушао и однео дечаке у своју колибу. Ака Ларенција, жена Фаустула је одлучила да их усвоји јер они нису имали деце , и назва их Ромул и Рем.
Фаустул их је, уз помоћ своје жене Аке Ларенције, одгојио, а да није ни знао да су то синови бога Марса и весталинке Реје Силвије, дечаци којима је судбина одредила да буду оснивачи града Рима. 
На римском брежуљку Палатину, данас се налази „Фаустулова колиба“, у којој су наводно одрасли Ромул и Рем.